# Штендаль
Штендаль (Стендаль; нем. Stendal) — город в Германии, районный центр, расположен в земле Саксония-Анхальт.
Входит в состав района Штендаль. Подчиняется управлению Штендаль-Ухтеталь. Население составляет 42 435 человек (на 31 декабря 2010 года). Официальный код — 15 3 63 114.

## География

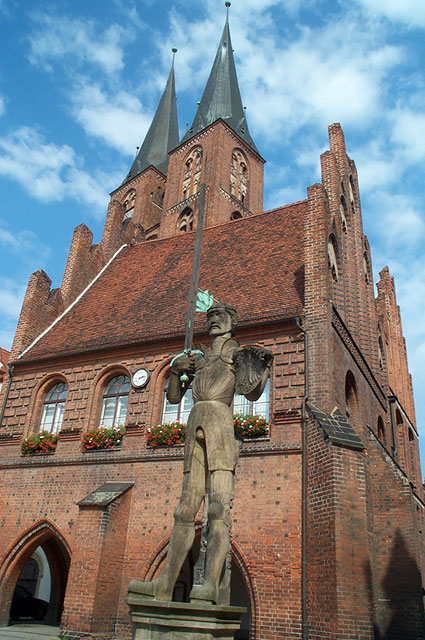
Штендаль

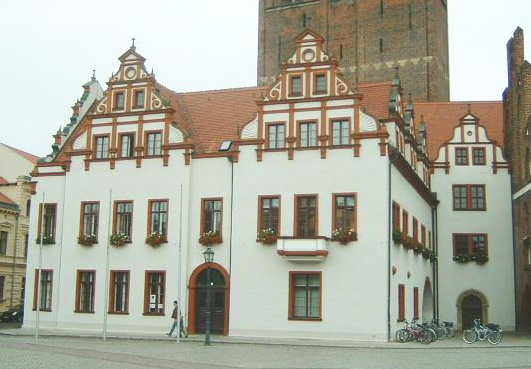
Ратуша

Город подразделяется на 8 городских районов. Занимает площадь 82,31 км².

## Известные уроженцы
- Гроссе, Эрнст (1862—1927) — немецкий этнолог и искусствовед.

## Города-побратимы
- — c 1990 года Ярцево, Россия